# Rita Gorr

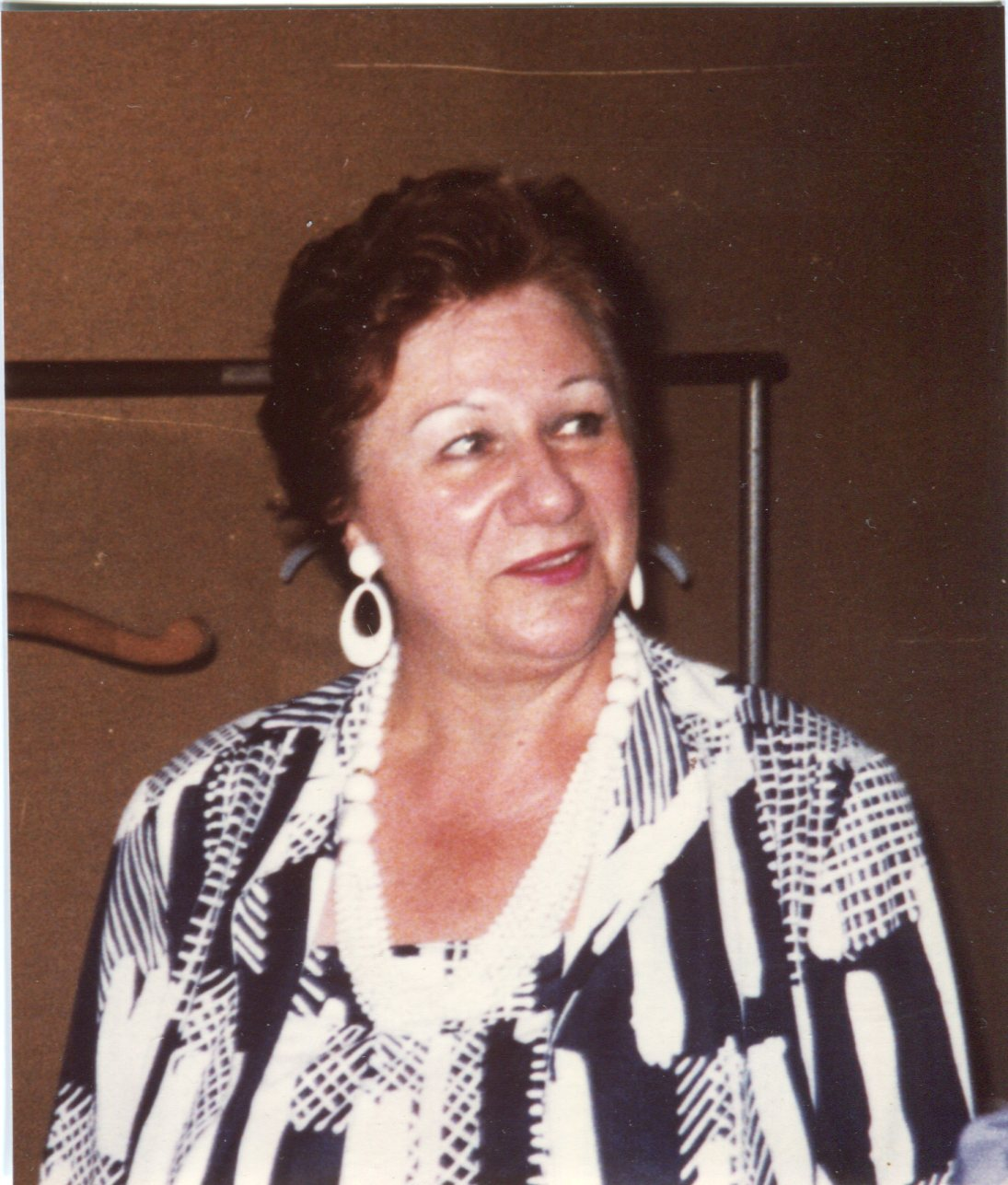
Rita Gorr

Rita Gorr, nombre artístico de Marguerite Geirnaert (Zelzate ; 18 de febrero de 1926 - Denia ; 22 de enero de 2012), mezzosoprano belga. Dueña de una voz de gran amplitud y rica en tonalidades, y con gran talento actoral, se destacó especialmente en roles dramáticos, tales como Ortrud (Lohengrin) y Amneris (Aída), dos de sus roles más famosos. Realizó una carrera internacional notable y extensa, cantando hasta una edad avanzada.

## Biografía
Luego de finalizar sus estudios en Gante y Bruselas, ganó el primer premio en la competencia vocal de Verviers en 1946, y realizó su debut profesional en Amberes como Fricka de La valquiria en el mismo año.
Se unió como miembro de la Ópera de Estrasburgo desde 1949 hasta 1952.
Ganó otro primer premio en la competencia de Lausana en 1952, lo que la llevó a debutar en el Teatro Nacional de la Opéra-Comique y en la Ópera de París ese mismo año, incluyendo los roles de Magdalene de Los maestros cantores de Núremberg, Dalila de Sansón y Dalila, Venus en Tannhäuser, Charlotte de Werther, Madre María in Dialogues des Carmélites, Carmen, Geneviève de Pelléas et Mélisande, y Amneris de Aida, junto a Renata Tebaldi en 1959.
Su carrera tuvo alcance internacional, debutando en Bayreuth en 1958, en el Royal Opera House en 1959, La Scala in 1960, el Metropolitan Opera el 17 de octubre de 1962 como Amneris. En cuatro temporadas del Met, cantó Santuzza de Cavalleria Rusticana, Eboli de Don Carlos, Azucena de Il trovatore, y Dalila.
Gorr fue una artista versátil, así mismo que cantó con igual éxito la ópera francesa, como la ópera alemana y la ópera italiana. Desarrolló una carrera muy larga, cantando notablemente aún luego de los 70 años y su último rol fue la condesa de La dama de picas, que interpretó en el verano de 2007 en Gante y Amberes.
Gorr puede escucharse en grabaciones de dos de sus más grandes roles: Ortrud, junto a Sandor Konya y Lucine Amara, dirigido por Erich Leinsdorf; y Amneris, junto a Leontyne Price y Jon Vickers, dirigido por Georg Solti. Así como en Dalila junto a Jon Vickers dirigidos por Georges Pretre.
Fue condecorada con la Legión de Honor en 1984.